# سراخا کیوسک
سُراخا کیوسَک (ایرلندی: Sorcha Cusack؛ زادهٔ ۹ آوریل ۱۹۴۹) بازیگر اهل ایرلند است.
از فیلم‌ها یا برنامه‌های تلویزیونی که وی در آن نقش داشته است، می‌توان به خیابان کورونیشن، قاپ‌زنی، ریور و پدر براون اشاره کرد.